# Liga de Rugby de Galicia
La liga gallega de rugby y la competición entre clubes gallegos de rugby, dividida en dos divisiones, LGR1 y LGR2. La liga es organizada por la FGR, que también organiza la Copa Xunta de Rugby . En la liga gallega participan todos los clubes gallegos, incluso los que compiten en las dos competiciones nacionales (la División de Honor y la División de Honor B), ya que los clubes que compiten en competiciones nacionales están obligados a tener equipos filiales en sus ligas autonómicas.

## Campeones históricos
La actual liga gallega de rugby nació en la temporada 1983/1984 con cinco equipos participantes, dos de A Coruña (Zalaeta y CRAT), uno de Santiago (Universitario), uno de Ferrol (Marina) y uno de Vigo (Bocoi), siendo el primer equipo campeón o el equipo de Santiago de Compostela. La tabla de campeones es la siguiente:
| Edición | Campeón                     |
| ------- | --------------------------- |
| 2024-25 |                             |
| 2023-24 | Ourense RC (Ourense)        |
| 2022-23 | Vigo RC (Vigo)              |
| 2021-22 | Vigo RC (Vigo)              |
| 2020-21 | CRAT (A Coruña)             |
| 2019-20 | CR Ferrol (Ferrol)          |
| 2018-19 | CR Ferrol (Ferrol)          |
| 2017-18 | CR Ferrol (Ferrol)          |
| 2016-17 | CR Ferrol (Ferrol)          |
| 2015-16 | Ourense RC (Ourense)        |
| 2014-15 | Ourense RC (Ourense)        |
| 2013-14 | Os Ingleses RC (Vilagarcía) |
| 2012-13 | Mareantes RCP (Pontevedra)  |
| 2011-12 | Vigo RC B (Vigo)            |
| 2010-11 | Ourense RC (Ourense)        |
| 2009-10 | CD Zalaeta (A Coruña)       |
| 2008-09 | CRAT B (A Coruña)           |
| 2007-08 | CR Lalín (Lalín)            |
| 2006-07 | CD Zalaeta (A Coruña)       |
| 2005-06 | Muralla RC (Lugo)           |
| 2004-05 | Muralla RC (Lugo)           |
| 2003-04 | Mareantes RCP (Pontevedra)  |

| Edición | Campión                     |
| ------- | --------------------------- |
| 2002-03 | Mareantes RCP (Pontevedra)  |
| 2001-02 | CR Lalín (Lalín)            |
| 2000-01 | Xabarín RC (Lugo)           |
| 1999-00 | CR Lalín (Lalín)            |
| 1998-99 | EUITA RC (Lugo)             |
| 1997-98 | Os Ingleses RC (Vilagarcía) |
| 1996-97 | Os Ingleses RC (Vilagarcía) |
| 1995-96 | Compostela RC (Santiago)    |
| 1994-95 | CD Zalaeta (A Coruña)       |
| 1993-94 | Vigo RC (Vigo)              |
| 1992-93 | Xabarín RC (Lugo)           |
| 1991-92 | CRAT (A Coruña)             |
| 1990-91 | Xabarín RC (Lugo)           |
| 1989-90 | CRAT (A Coruña)             |
| 1988-89 | Xabarín RC (Lugo)           |
| 1987-88 | Xabarín RC (Lugo)           |
| 1986-87 | Xabarín RC (Lugo)           |
| 1985-86 | CR Marina (Ferrol)          |
| 1984-85 | CR Marina (Ferrol)          |
| 1983-84 | CDU Santiago (Santiago)     |

Títulos por club:

- 6 títulos:  Xabarín
- 4 Títulos: Ferrol, CRAT, Vigo
- 3 Títulos: Lalín, Mareantes, Ourense, Zalaeta, Muralla, Ingleses
- 2 títulos: Marina
- 1 Títulos: CDU Santiago, Compostela

## Liga femenina
De nueva creación la liga gallega de rugby femenino. La mayoría de los clubes de rugby gallegos no cuentan con una sección de rugby femenino, por lo que la liga gallega es pequeña. En las temporadas 2017-18 y 2018/19 fueron cinco equipos los que compitieron en el torneo, algunos de ellos reforzados por jugadores de otros clubes que no participan:
CAMPEONES
- 2015-16 - Muralla RC
- 2016-17 - CR Lalín
- 2017-18 - Muralla RC
- 2018-19 - CRAT
- 2019-20 -
- 2020-21 -
- 2021-22 -
- 2022-23 -
- 2023-24 - Pontevedra RC [4]
- 2024-25 -